# 大屯彝族乡
大屯彝族乡是中华人民共和国贵州省毕节市七星关区下辖的一个民族乡。

## 行政区划
大屯彝族乡下辖以下村级行政区划单位：
大屯村、烙烘村、长中村、青山村、大河村、三官寨村、高坡村和雅木村。